# Philippa Whitford
Philippa Whitford, née le 24 décembre 1958 à Belfast, est une femme politique du Parti national écossais (SNP) et une chirurgienne du sein. Elle est députée du centre de l'Ayrshire de mai 2015 à 2024.

## Jeunesse et éducation
Whitford est né à Belfast, Irlande du Nord d'Elizabeth et Philip Whitford. La famille déménage en Écosse à l'âge de dix ans. Elle fait ses études à Wood Green: St Angela's Providence Convent Secondary School à Londres et Douglas Academy à Milngavie, avant d'étudier à l'Université de Glasgow, où elle obtient un diplôme en médecine. Elle est la première femme de sa famille à être admise à l'université.

## Carrière
Elle travaille comme chirurgien du sein consultant à l'hôpital Crosshouse pendant plus de 18 ans.
Juste après la première guerre du Golfe et pendant la première intifada palestinienne à l'âge de trente ans, Whitford sert pendant un an et demi comme volontaire médical dans un hôpital de l'ONU à Gaza. Elle passe les vacances parlementaires de 2016 à se rendre en Cisjordanie pour opérer quatre femmes atteintes d'un cancer du sein et visite la bande de Gaza pour conseiller les hôpitaux locaux sur la façon d'améliorer les soins de santé.
Whitford rejoint le Parti national écossais en 2012. Elle s'implique dans la campagne précédant le référendum sur l'indépendance écossaise de 2014. Elle plaide pour l'indépendance comme moyen de protéger le NHS Scotland du même genre de «programme de privatisation rampant qui mine les services en Angleterre». Une vidéo en ligne d'elle affirmant que le NHS en Angleterre serait privatisé dans les cinq ans et en Écosse dans les dix ans devient virale à ce moment-là.
«Dans cinq ans, l'Angleterre n'aura pas de NHS et dans 10 ans, si nous votons non, nous non plus», a-t-elle déclaré .
Whitford est sélectionné pour Central Ayrshire pour le SNP aux élections générales de 2015. Elle obtient 26 999 voix et 53,2% des voix et bat le député travailliste sortant, Brian Donohoe par 13 589 voix. Elle prononce son premier discours à la Chambre des communes le 2 juin 2015.

## Vie privée
Whitford est mariée à Hans Pieper, un citoyen allemand qui travaille comme médecin généraliste, depuis 1987; le couple a un fils.